# Mary Andersonová
Mary Andersonová (nepřechýleně Mary Anderson; 19. února 1866 Greene County, Alabama – 27. června 1953 Monteagle, Tennessee) byla americká obchodnice s realitami, farmářka a majitelka vinic, vynálezkyně stěračů. Dne 10. listopadu 1903 nechala zaregistrovat svůj první patent na „automatické“ mytí oken vozu ovládaného zevnitř nazvaného stěrač.

## Počátky
Narodila se v americkém okrese Greene County ve státě Alabama v roce 1866 na začátku období zvaného rekonstrukce, tj. po americké občanské válce. V roce 1889 se přestěhovala se svou ovdovělou matkou a sestrou do vzkvétající města Birmingham v Alabamě. Poté, co se zde usadila, jako realitní makléřka vybudovala ubytovací kapacity Fairmont Apartments na třídě Highland Avenue. V roce 1893 se přestěhovala na západ do města Fresno ve státě Kalifornie, kde žila až do roku 1898 a pracovala jako chovatelka dobytka a pěstitelka vinic.

## Vynález stěračů
Při návštěvě New Yorku v zimě 1903 si v tramvaji během mrazivého dne všimla, že řidič vozu jel s otevřeným předním oknem, protože nemohl kvůli dešti se sněhem udržet čelní sklo průhledné. Po návratu do Alabamy si sedmatřicetiletá Andersenová najala konstruktéra, který podle jejího návrhu sestrojil zařízení na čištění čelního skla. Její stěrač fungoval tak, že Andersenová připevnila stěrku na drát, který se dal prostrčit kabinou vozu a na konci ovládat pomocí držadla.
Místní firma pak vyrobila model tohoto prvního stěrače. Tento první automobilový stěrač si nechala patentovat 10. listopadu 1903.
Její propracovanější zařízení se skládalo z páky uvnitř vozidla, které ovládalo gumový nůž na vnější straně čelního skla. Páka ovládala pružinové rameno, které se pohybovalo přes čelní sklo vozidla z jedné strany na druhou. Pro zajištění dobrého kontaktu mezi stěračem a oknem byla použita protizávaží. Pravdou je, že podobná zařízení byla vyrobena již dříve, ale Andersonová byla první, kdo docílil toho, že zařízení bylo účinné.
V roce 1905 se Andersonová pokusila patent prodat jedné kanadské firmě, leč neúspěšně. Její žádost byla odmítnuta s odůvodněním, že patent nemá takovou hodnotu, aby jej firma mohla prodávat.
Když v roce 1920 její patent vypršel, automobilový průmysl rostl exponenciálně a stěrače, které vycházely z její konstrukce, se staly nedílnou součástí výbavy. V roce 1922 je Cadillac jako první výrobce automobilů zařadil do standardní výbavy vozu.

## Pozdější život
Andersonová se vrátila do Birminghamu a nadále se věnovala převážně obchodu s realitami. Zemřela v roce 1953 ve věku 87 let ve svém letním domě ve městě Monteagle ve státě Tennessee. V době svého úmrtí byla nejstarší členkou církve South Highland Presbyterian Church. Její pohřeb vedl Dr. Frank A. Mathes z této církve a pohřbena byla na hřbitově Elmwood Cemetery v Birminghamu ve státě Alabama.